# Acca macrostema
Acca macrostema là một loài thực vật có hoa trong Họ Đào kim nương. Loài này được (Ruiz & Pav. ex G.Don) McVaugh mô tả khoa học đầu tiên năm 1956.